# Gerd Seidel (Geologe)
Gerd Seidel (* 6. Juli 1932 in Erfurt) ist ein deutscher Geologe.

## Leben
Er promovierte 1961 in Weimar zum Doktoringenieur. Im Jahr 1964 habilitierte er sich dort. Seidel war von 1956 bis 1962 im Geologischen Dienst Jena tätig. Von 1962 bis 1980 leitete er als Chefgeologe den Betriebsteil Jena der Geologischen Forschung und Entwicklung (Halle a.S.). Ab 1980 lehrte er als Dozent und von 1983 bis 1991 als Professor an der Fakultät/Sektion Baustoffverfahrenstechnik der Hochschule für Architektur und Bauwesen Weimar. Von 1992 bis 1997 war er Referatsleiter Geologische Landesaufnahme der Thüringer Landesanstalt für Geologie. 1997 ging er in den Ruhestand.
Sein Hauptwirkungsgebiet ist Thüringen. Seidel ist seit 1997 Ehrenmitglied im Thüringer Geologischen Verein. Zusammen mit Walter Hoppe erstellte Seidel die Geologische Karte von Thüringen. Außerdem war er Mitherausgeber des Bandes Geologie in Thüringen.

## Werke (Auswahl)
- Gerd Seidel: Zur geologischen Entwicklungsgeschichte des Thüringer Beckens, Habil-Schrift, Weimar 1964.
- Gerd Seidel: Lagerstätten und Beschaffenheit der Tone Thüringens sowie ihre Eignung in der Grobkeramik, Akademie-Verlag Berlin 1962 (zugl. Diss. Weimar).
- Gerd Seidel, Walter Hoppe: Geologische Karte von Thüringen (Bezirke Erfurt, Gera und Suhl). Gotha 1971.
- Gerd Seidel, Walter Hoppe (Hrsg.): Geologie von Thüringen. Gotha 1974.
- Gerd Seidel, Walter Steiner: Baustein und Bauwerk in Weimar (= Ständige Kommissionen Kultur der Stadtverordnetenversammlung Weimar und des Kreistages Weimar-Land in Zusammenarbeit mit dem Stadtmuseum Weimar (Hrsg.): Tradition und Gegenwart.). Weimarer Schriften. Heft 32. Weimar 1988, ISBN 3-910053-08-4.
- Thüringer Becken: Sammlung Geologischer Führer Band 85, Bornträger-Verlag Berlin, Stuttgart 1992. ISBN 978-3-443-15058-7.